# Морфология немецкого языка
В настоящей статье рассматривается морфологический строй немецкого языка.
В морфологической структуре немецкого языка преобладают аналитизм и флективность. Аналитизм можно наблюдать у времён Perfekt, Plusquamperfekt, Futur I и Futur II, а также во всех временах пассивного залога, условного наклонения. Флективность —  обычное явление в немецком языке почти для всех частей речи. Немецкий глагол синтетически спрягается во временах Präsens и Präteritum. Именные части речи склоняются по падежам —  Nominativ, Genitiv, Dativ, Akkusativ. Инкорпорация и агглютинация встречаются нечасто, несмотря на то, что немецкое словообразование имеет очень сложную структуру.

## Артикль
Артикль в немецком языке бывает определённым, неопределённым и нулевым. Определённый артикль употребляется в тех случаях, когда существительное определено, а также в случаях, когда это требуется, например, для определения: прилагательное в превосходной степени, порядковое числительное обязательно сопровождаются определённым артиклем, также стоя перед существительным. Неопределённый артикль, в отличие от определённого, употребляется перед существительным, которое не определено, неизвестно, либо в иных случаях предусмотренных грамматикой немецкого артикля. Нулевой артикль — понятие, отражающее процесс опущения артикля. Он имеет место, когда перед существительным стоит слово-заменитель (притяжательное местоимение, количественное числительное и так далее), перед некоторыми наименованиями географических объектов, неисчисляемыми существительными.
Склонение немецких артиклей
| Падеж     | Мужской род | Женский род | Средний род | Множественное число |
| --------- | ----------- | ----------- | ----------- | ------------------- |
| Nominativ | der (ein)   | die (eine)  | das (ein)   | die                 |
| Genitiv   | des (eines) | der (einer) | des (eines) | der                 |
| Dativ     | dem (einem) | der (einer) | dem (einem) | den                 |
| Akkusativ | den (einen) | die (eine)  | das (ein)   | die                 |

## Имя существительное
Склонение имён существительных (единственное число) в немецком языке происходит по четырём типам:
- Сильное — большинство существительных мужского рода и все среднего (кроме das Herz);
- Слабое — одушевлённые существительные мужского рода с суффиксами -nom, -soph, -ant, -log, односложные, утратившие окончание -e;
- Женское — все существительные женского рода;
- Смешанное — существительные мужского рода с окончанием -e и слово das Herz.

Склонение существительных в единственном числе
| Падеж     | Сильное склонение | Слабое склонение | Женское склонение | Смешанное склонение |
| --------- | ----------------- | ---------------- | ----------------- | ------------------- |
| Nominativ | der Berg          | der Mensch       | die Frau          | der Name            |
| Genitiv   | des Berg(e)s      | des Menschen     | der Frau          | des Namens          |
| Dativ     | dem Berg          | dem Menschen     | der Frau          | dem Namen           |
| Akkusativ | den Berg          | den Menschen     | die Frau          | den Namen           |

Образование множественного числа существительных происходит различными способами: прибавлением умлаута, суффиксацией и иными способами (в зависимости от самого существительного). Склонение во множественном числе однотипное.
Склонение существительных во множественном числе
| Падеж     | Мужской род   | Женский род | Средний род |
| --------- | ------------- | ----------- | ----------- |
| Nominativ | die Männer    | die Frauen  | die Kinos   |
| Genitiv   | der Männer    | der Frauen  | der Kinos   |
| Dativ     | den Männern * | den Frauen  | den Kinos   |
| Akkusativ | die Männer    | die Frauen  | die Kinos   |

* если в именительном падеже множественного числа существительное не оканчивается на -n или -s, то в дательном множественного числа оно получает окончание -n: den Tischen, Töchtern, Bildern, …

## Имя прилагательное
Немецкое прилагательное изменяется, когда играет роль определителя к существительному. В зависимости от наличия артикля выделяют три типа склонения
- Слабое — прилагательное стоит после определённого артикля или местоимений;

| Падеж     | Мужской род      | Женский род    | Средний род      | Множественное число |
| --------- | ---------------- | -------------- | ---------------- | ------------------- |
| Nominativ | der gute Mann    | die gute Frau  | das gute Kind    | die guten Leute     |
| Genitiv   | des guten Mannes | der guten Frau | des guten Kindes | der guten Leute     |
| Dativ     | dem guten Mann   | der guten Frau | dem guten Kind   | den guten Leuten    |
| Akkusativ | den guten Mann   | die gute Frau  | das gute Kind    | die guten Leute     |

- Сильное — имеет место, если перед прилагательным нет определителя, определённого артикля;

| Падеж     | Мужской род   | Женский род  | Средний род      | Множественное число |
| --------- | ------------- | ------------ | ---------------- | ------------------- |
| Nominativ | süßer Wein    | warme Milch  | frisches Gemüse  | gute Bücher         |
| Genitiv   | süßen Weines  | warmer Milch | frischen Gemüses | guter Bücher        |
| Dativ     | süßem Wein(e) | warmer Milch | frischem Gemüse  | guten Büchern       |
| Akkusativ | süßen Wein    | warme Milch  | frisches Gemüse  | gute Bücher         |

- Смешанное — прилагательное стоит после неопределённого артикля, притяжательного местоимения или отрицательной частицы kein.

| Падеж     | Мужской род           | Женский род        | Средний род          |
| --------- | --------------------- | ------------------ | -------------------- |
| Nominativ | ein großer Platz      | eine große Stadt   | ein großes Land      |
| Genitiv   | eines großen Platzes  | einer großen Stadt | eines großen Landes  |
| Dativ     | einem großen Platz(e) | einer großen Stadt | einem großen Land(e) |
| Akkusativ | einen großen Platz    | eine große Stadt   | ein großes Land      |

Немецкие прилагательные и наречия изменяются по трём степеням сравнения: положительной (Positiv) — прилагательное или наречие в своём словарном виде; сравнительной (Komparativ) — обозначает, что прилагательное или наречие характеризует объект относительно другого, при том к прилагательному или наречию присоединяется суффикс -er, и корневая гласная принимает умлаут; превосходной (Superlativ) — прилагательное или наречие характеризует предмет, являющийся непревзойдённым по тем или иным критериям, при этом к слову прибавляется суффикс -est и корневая гласная принимает умлаут. Некоторые слова не отвечают этим правилам: gern — lieber — am liebsten, gut — besser — am besten и так далее.

## Местоимение
Местоимения в немецком языке принято делить на:
- Личные: ich, du, er, sie, es, wir, ihr, sie, Sie (вежливая форма);
- Притяжательные: mein, dein, sein, ihr, unser, euer, ihr, Ihr;
- Вопросительные: wer?, was?, wem?, wen? was?;
- Неопределённые: man, etwas, jemand, alle, alles, viele, einige;
- Отрицательные: nichts, niemand;
- Безличные: es.

Склонение личных местоимений
| Падеж     | Вопрос    | 1 лицо | 2 лицо | 3 лицо        | 1 лицо | 2 лицо | 3 лицо | Вежливая форма |
| --------- | --------- | ------ | ------ | ------------- | ------ | ------ | ------ | -------------- |
| Nominativ | wer? was? | ich    | du     | er, sie, es   | wir    | ihr    | sie    | Sie            |
| Dativ     | wem?      | mir    | dir    | ihm, ihr, ihm | uns    | euch   | ihnen  | Ihnen          |
| Akkusativ | wen? was? | mich   | dich   | ihn, sie, es  | uns    | euch   | sie    | Sie            |

## Числительное
Немецкие числительные, как и во многих других языках, бывают:
- Количественные: eins, zwei, drei, vier, fünf, sechs, sieben, acht, neun, zehn, elf, zwölf и так далее;
- Порядковые: erste, zweite, dritte, vierte, fünfte, sechste, siebente, achte, neunte, zehnte, elfte, zwölfte и так далее;

Количественные числительные от 13 до 19 образуются путём присоединения полусуффикса -zehn (dreizehn, vierzehn, fünfzehn и так далее). Особенностями в этом ряду обладают числительные 16 (sechzehn) и 17 (siebzehn). Числа от 20 до 90 присоединяют полусуффикс -zig (zwanzig, vierzig, fünfzig). Исключение составляет числительное 30 (dreißig). Для обозначения сотни служит слово hundert, тысяч — tausend, миллиона — существительное Million. Образование многоразрядного числительного происходит путём соединения соответствующих частей в одно слово. Например, число 143 982 образуется как einhundert + dreiundvierzig + tausend + neunhundert + zweiundachtzig. Таким образом, получается сложное числительное einhundertdreiundvierzigtausendneunhundertzweiundachtzig. Порядковые числительные до 19 получают суффикс -t-, после — суффикс -st- (neunzehnte, zwanzigste)

## Глагол
Времена немецкого глагола имеют три ступени: прошедшее, настоящее и будущее времена. Все три выражены шестью временными формами:
- Präsens — простое настоящее время, образуется из основы Infinitiv I с присоединением личного окончания.
- Präteritum (Imperfekt) — простое прошедшее время, образуется из основы второй формы глагола.
- Perfekt — сложное прошедшее время, состоит из вспомогательных глаголов haben или sein и Partizip II.
- Plusquamperfekt — сложное прошедшее время, состоит из аналогичных вспомогательных глаголов в форме Präteritum и Partizip II.
- Futur I — сложное будущее время, состоит из глагола werden и Infinitiv I.
- Futur II — сложное будущее время, состоит из аналогичного вспомогательного глагола и Infinitiv II.

Временные формы изъявительного наклонения могут иметь два залога: активный (Aktiv) и пассивный (Passiv).
Спряжение глаголов в Indikativ Aktiv (активный залог изъявительного наклонения)
| Präsens         | Präteritum (Imperfekt) | Perfekt               | Plusquamperfekt         | Futur I               | Futur II                     |
| --------------- | ---------------------- | --------------------- | ----------------------- | --------------------- | ---------------------------- |
| ich mache       | ich machte             | ich habe gemacht      | ich hatte gemacht       | ich werde machen      | ich werde gemacht haben      |
| du machst       | du machtest            | du hast gemacht       | du hattest gemacht      | du wirst machen       | du wirst gemacht haben       |
| er/sie/es macht | er/sie/es machte       | er/sie/es hat gemacht | er/sie/es hatte gemacht | er/sie/es wird machen | er/sie/es wird gemacht haben |
| wir machen      | wir machten            | wir haben gemacht     | wir hatten gemacht      | wir werden machen     | wir werden gemacht haben     |
| ihr macht       | ihr machtet            | ihr habt gemacht      | ihr hattet gemacht      | ihr werdet machen     | ihr werdet gemachet haben    |
| sie/Sie machen  | sie/Sie machten        | sie/Sie haben gemacht | Sie/Sie hatten gemacht  | sie/Sie werden machen | sie/Sie werden gemacht haben |

Спряжение глаголов в пассивном залоге изъявительного наклонения
| Präsens                | Präteritum              | Perfekt                      | Plusquamperfekt              | Futur I                       |
| ---------------------- | ----------------------- | ---------------------------- | ---------------------------- | ----------------------------- |
| ich werde gefragt      | ich wurde gefragt       | ich bin gefragt worden       | ich war gefragt worden       | ich werde gefragt werden      |
| du wirst gefragt       | du wurdest gefragt      | du bist gefragt worden       | du warst gefragt worden      | du wirst gefragt werden       |
| er/sie/es wird gefragt | er/sie/es wurde gefragt | er/sie/es ist gefragt worden | er/sie/es war gefragt worden | er/sie/es wird gefragt werden |
| wir werden gefragt     | wir wurden gefragt      | wir sind gefragt worden      | wir waren gefragt worden     | wir werden gefragt werden     |
| ihr werdet gefragt     | ihr wurdet gefragt      | ihr seid gefragt worden      | ihr wart gefragt worden      | ihr werdet gefragt werden     |
| sie/Sie werden gefragt | sie/Sie wurden gefragt  | sie/Sie sind gefragt worden  | sie/Sie waren gefragt worden | sie/Sie werden gefragt werden |

Сослагательное наклонение (Konjunktiv) также имеет те же времена:
- Präsens Konjunktiv образуется от основы Infinitiv I, суффикса -e и личного окончания.
- Präteritum Konjunktiv слабых глаголов совпадает с Präteritum Indikativ. Сильные глаголы Präteritum Konjunktiv образуют из основы глагола в претерите изъявительного наклонения с помощью суффикса -e и личных окончаний претерита, с умлаутом корневой гласной.
- Perfekt Konjunktiv образуется при помощи глаголов haben или sein в Präsens Konjunktiv и смыслового глагола в Partizip II.
- Plusquamperfekt Konjunktiv образуются при помощи аналогичных вспомогательных глаголов в Präsens Konjunktiv и смыслового глагола в Partizip II.
- Futur I Konjunktiv и Futur II Konjunktiv образуется при помощи вспомогательного глагола werden в Präsens Konjunktiv и смыслового глагола в Infinitiv I и Infinitiv II соответственно.